# Olof Andreasson
Gustaf Olof Andreasson, född 17 februari 1909 i Masthuggs församling i Göteborg, död 1 november 1974 i Högsbo församling i Göteborg, var en svensk linjearbetare och riksdagspolitiker (socialdemokrat).
Andreasson arbetade med telefonlinjer i Göteborg. Han var ledamot av riksdagens andra kammare 1953–1964, invald i Göteborgs stads valkrets.